# Бокс (срібна монета)
«Бокс» — пам'ятна срібна монета номіналом 10 гривень, випущена Національним банком України. Присвячена XXVIII Іграм Олімпіади, що відбудуться у 2004 році в Афінах (Греція).
Монету було введено в обіг 28 лютого 2003 року. Вона належить до серії «Спорт».

## Опис та характеристики монети
| Номінал грн. | Метал            | Маса, грам   | Діаметр, мм. | Якість виготовлення | Гурт     | Тираж, штук |
| ------------ | ---------------- | ------------ | ------------ | ------------------- | -------- | ----------- |
| 10           | срібло 925 проби | 31,1 / 33,62 | 38,6         | пруф                | рифлений | 15 000      |

### Аверс
На аверсі монети у квадраті зображено алегоричну сцену відкриття Ігор Олімпіади: дві жіночі постаті в туніках тримають у руках чашу з вогнем та лаврові гілки — символ миру. Навколо квадрата зображено малий Державний Герб України (угорі) та написи: на монеті зі срібла — «УКРАЇНА» (угорі), «10 ГРИВЕНЬ» (унизу), «2003» (ліворуч), позначення металу та його проби «Ag 925», вага в чистоті — «31,1» (праворуч); та логотип Монетного двору Національного банку України.

### Реверс

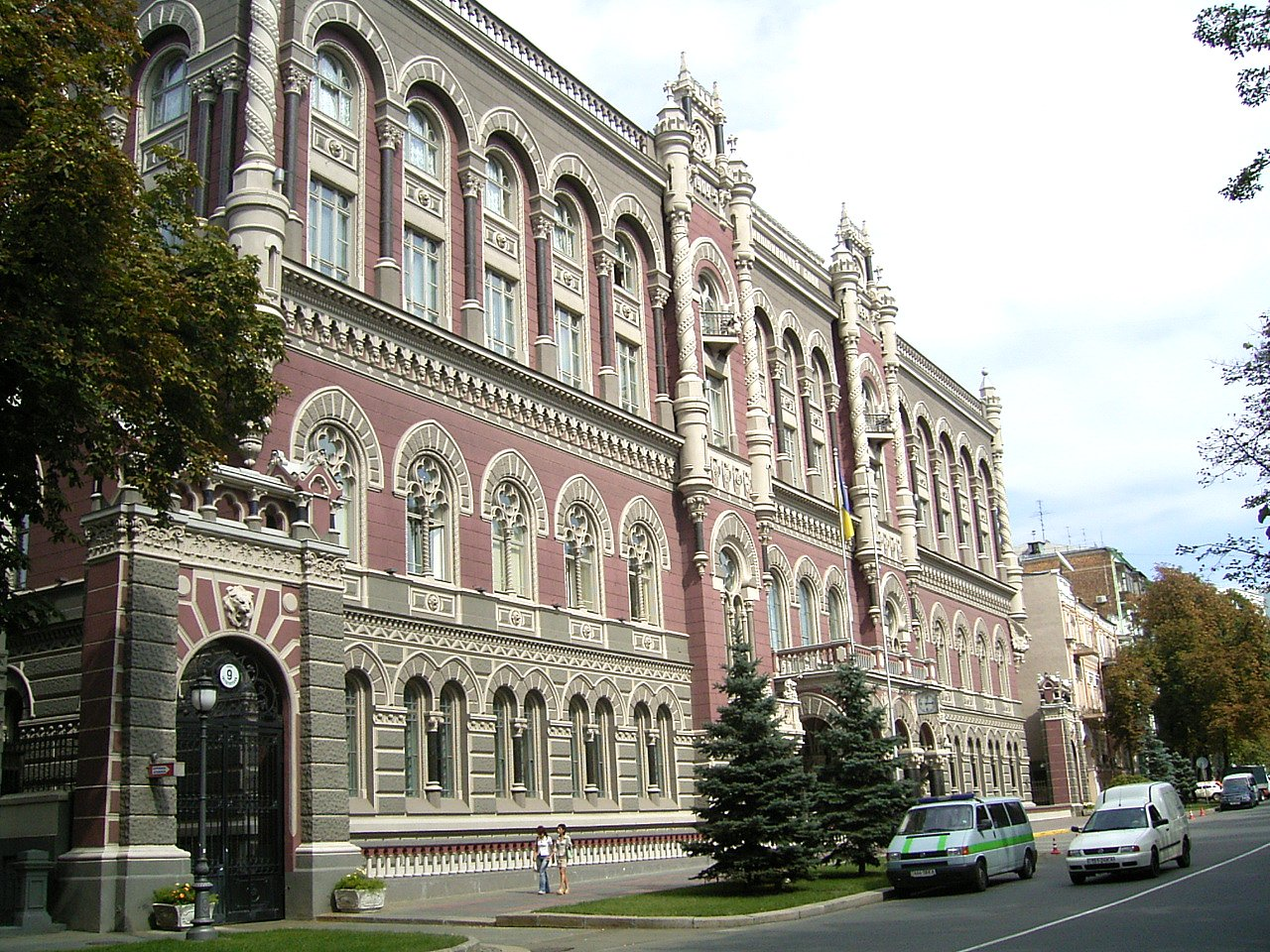
Будівля Національного банку України

На реверсі монети у квадраті зображено боксера в шоломі. Навколо квадрата розміщено такі написи: «ІГРИ/ XXVIII ОЛІМПІАДИ» (угорі), «OLYMPIC GAMES», «XXVIII» (унизу), «АФІНИ 2004» (ліворуч), «ATHENS 2004» (праворуч).

## Автори
- Художники: Таран Володимир, Харук Олександр, Харук Сергій.
- Скульптори: Чайковський Роман, Атаманчук Володимир.

## Вартість монети
Ціна монети — 530 гривень, була вказана на сайті Національного банку України у 2014 році.
Фактична приблизна вартість монети, з роками змінювалася так:
| Рік        | 2010 | 2011 | 2012 | 2013 | 2014 | 2015 | 2016 | 2017 | 2018 | 2019 | 2020 | 2021  | 2022  | 2023  | 2024  | 2025  |
| ---------- | ---- | ---- | ---- | ---- | ---- | ---- | ---- | ---- | ---- | ---- | ---- | ----- | ----- | ----- | ----- | ----- |
| Ціна, грн. | 370  | 450  | 500  | 600  | 470  | 550  | 600  | 900  | 830  | 750  | 770  | 1 050 | 1 200 | 2 000 | 2 500 | 3 000 |